# 瑞典的瑪格麗塔公主
玛格丽特·蘇菲亞·路易莎·英格（瑞典語：Margaretha Sofia Lovisa Ingeborg，1899年6月25日—1977年1月4日），出生于斯德哥尔摩，为瑞典公主与丹麦王妃。
玛格丽特为卡尔王子长女、国王奥斯卡二世孙女。因为玛格丽特为瑞典时隔多年后首位公主，所以其出生为当时全国喜事。其两位妹妹玛塔公主与瑞典的阿斯特里德分别为挪威王储妃与比利时王后。
1919年5月，其嫁给丹麦国王克里斯蒂安九世孙子亚斯里王子。两人婚姻为恋爱婚姻。其婚后产下两子。